# Confuci
|  | Per a altres significats, vegeu «Confuci (pel·lícula)». |

Kongzi o Kong Fuzi, llatinitzat com a Confuci (en pinyin Kǒng Zǐ, 孔子 o Kǒng Fūzǐ, 孔夫子; en Wade-Giles K'ung-fu-tzu, "Mestre Kong") (segons la tradició: 551 aC - 479 aC) fou un personatge cabdal dintre de la cultura xinesa i de l'Àsia oriental en general. A partir dels seus ensenyaments es forma el confucianisme (儒家), molt posterior a ell, i que influirà durant vint segles el pensament de l'Extrem Orient.
La filosofia de Confuci posa èmfasi en la moral personal i governamental, la correcció de la relació social, la justícia i la sinceritat. Aquests valors van guanyar la prominència de la Xina sobre altres doctrines, com el legalisme (法家) o el Daoisme (道家) durant la dinastia Han, (206 aC - 220 dC).
Com que no es pot demostrar l'autoria directa de Confuci dels seus textos, i les idees més estretament associats amb ell s'han elaborat en escrits que es van acumular durant el període entre la seva mort i de la fundació del primer imperi xinès l'any 221 aC, molts investigadors són molt cautelosos en atribuir les afirmacions específiques al mateix Confuci. Els seus ensenyaments es poden trobar als Analectes de Confuci (论语), un recull d'aforismes, que va ser compilat molts anys després de la seva mort. Durant gairebé 2.000 anys que es pensava que era l'editor o l'autor de tots els Cinc Clàssics (五 经), així com el Llibre dels Ritus (礼记) (editor), i els Annals de Primavera i Tardor (春秋) (autor).
Els principis de Confuci tenien una base en la tradició xinesa i la creença comuna. Va advocar per la lleialtat familiar forta, culte als avantpassats, el respecte de la gent gran dels seus fills (i, d'acord amb els intèrprets posteriors, dels marits de les seves esposes), i la família com a base per a un govern ideal. Va expressar el principi ben conegut: "No facis als altres el que no vulguis que et facin a tu mateix", una de les versions anteriors de la regla d'Or o ètica de la reciprocitat.

## La vida de Confuci
De la vida de Confuci no en sabem pràcticament res del cert, excepte que pertanyia a una família de nobles terratinents de la classe més baixa anomenada shi i que formava part del comitè social del lletrat, de l'estat de Lu. La paraula shi adquiriria posteriorment el significat de lletrat. La primera biografia va ser redactada per Sima Qian (c.145 -c 86 ac), tres segles després de la mort del Mestre, i conté molts elements llegendaris. Els Vestigis sagrats de la vida de Confuci, dos rotlles dels segles xvi i xvii, reprodueixen en forma canònica aquesta llegenda daurada.
Va viure a finals del segle vi aC. Nascut a la localitat de Qufu. La seva vida va transcórrer durant el període anomenat "Primaveres i Tardors" (春秋) que es caracteritza pel fraccionament del poder polític en diferents regnes. Confuci va començar la seva carrera política com a conseller del rei de Wu, més tard va prestar els seus serveis al regne de Wei (Primaveres i Tardors).
En la seva època no va ser res més que un conseller com tants d'altres, però alhora mestre de molts deixebles. Les seves ensenyances es basaven en el coneixement dels Cinc Clàssics (Wujing 五經).
Els seus ensenyaments sempre van estar basats en els ritus i tradicions de les dinasties Shang i Zhou. I és en la seva interpretació i idealització de la història antiga d'aquestes dinasties que crea una escola de pensament.

## Filosofia

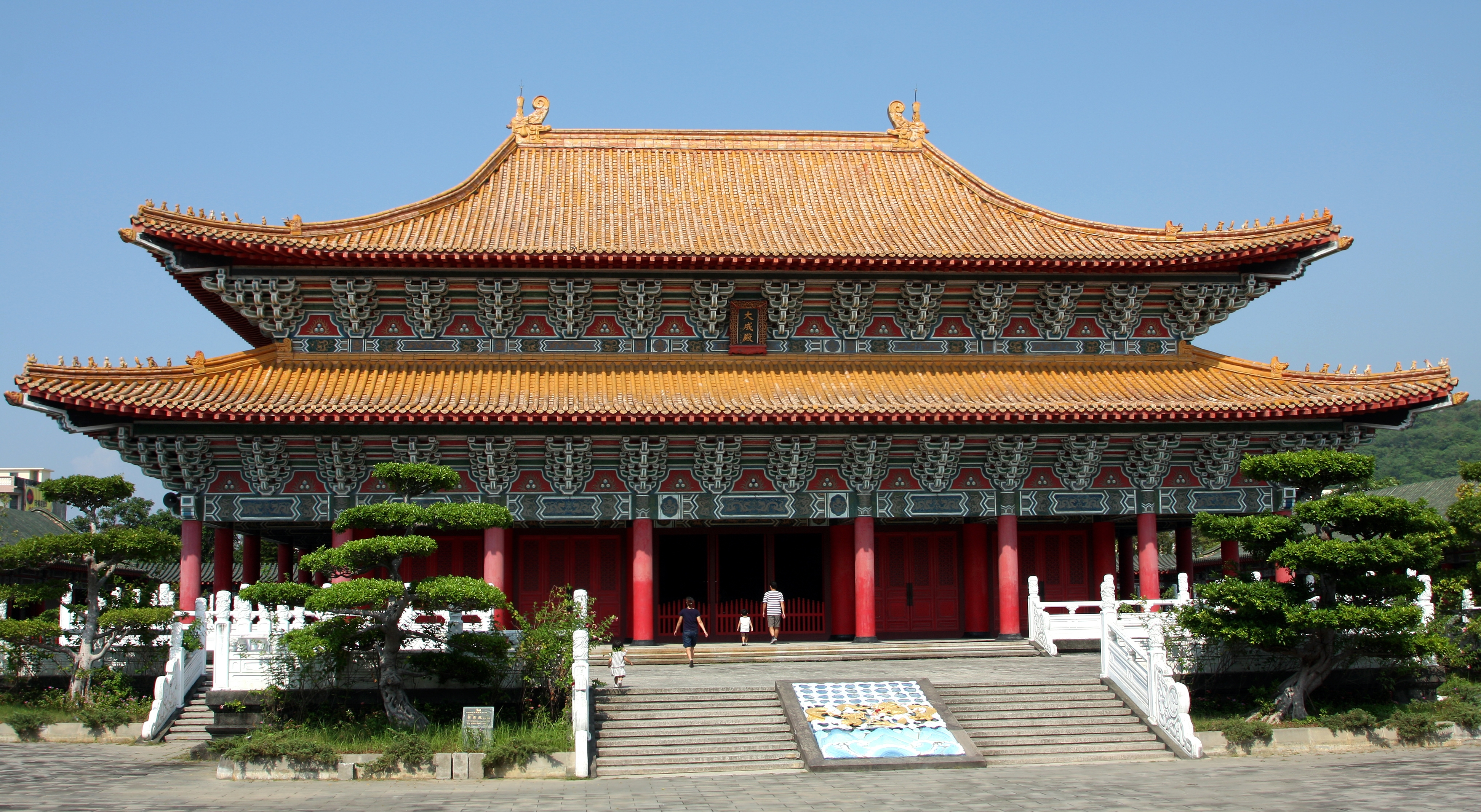
Temple de Confuci al Llac de Lotus a Kaohsiung (Taiwan)

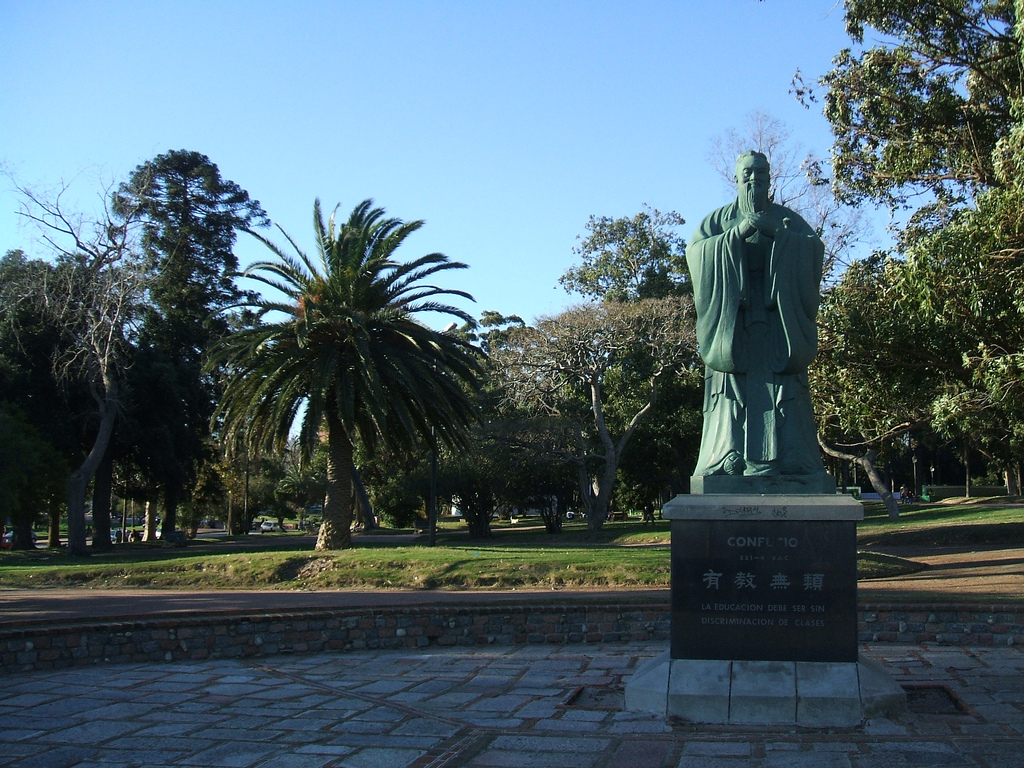
Monument a Confuci a Montevideo, Uruguai.

L'essència dels seus ensenyaments són la bona conducta en la vida, el bon govern de l'Estat (caritat, justícia, i respecte a la jerarquia), la cura de la tradició, l'estudi i la meditació. Les màximes virtuts són: la tolerància, la bondat, la benevolència, l'amor al proïsme i el respecte als majors i avantpassats. Si el príncep és virtuós, els súbdits imitaran el seu exemple. governant/súbdit, marit/dona; pare/fill. Una societat pròspera només s'aconseguirà si es mantenen aquestes relacions en plena harmonia. La base de la doctrina confuciana és recuperar els antics savis de la cultura xinesa i influir en els costums del poble.
El mestre Kong va ser el primer que va reunir un grup de deixebles provinents de diferents principats per formar adequadament en el bon govern. Juntament amb les mesures a prendre que ja havia proposat en la seva època de jove funcionari, va proposar dur a la pràctica les seves propostes basant-se en el respecte de les Tres dinasties i recuperar la política del Duc de Tcheu. Confuci confiava que un príncep seguís les seves indicacions. D'aquesta manera, al final d'un cicle de dotze mesos, s'hauria aconseguit algun resultat; en tres anys, el seu projecte social s'hauria consumat a la perfecció. Es pot resumir la doctrina confuciana en una sèrie de mandats que haurien de ser els principals deures de tot home de govern:
1. Estimar al poble, renovar moralment i procurar els mitjans necessaris per a la vida quotidiana.
2. Per aquest motiu, ha de servir en primer terme amb sobirà respecte a Aquell que és el Primer Dominador.
3. Conrear la virtut personal i tendir sense parar a la perfecció.
4. Tant a la vida privada com a la pública, observar sempre el sender superior del "Just Medi".
5. Tenir en compte les dues classes d'inclinació pròpies de l'home: unes procedeixen de la carn i són perilloses; les altres pertanyen a la raó i són molt subtils i fàcils de perdre.
6. Practicar els deures de les cinc relacions socials (explicades més avall).
7. Tenir per objecte final la pau universal i l'harmonia general.

Al poc llegat escrit que va deixar, les Analectes, una col·lecció de converses amb els seus deixebles, basava tota la seva filosofia moral a un ensenyament central: el ren (jen) que és la virtut de la humanitat i a la vegada està basada en la benevolència, la lleialtat, el respecte i la reciprocitat. Aquests valors són imprescindibles en les relacions humanes, que Confuci va descriure:
1. Entre governador i ministre.
2. Entre pare i fill.
3. Entre marit i muller.
4. Entre germà gran i germà petit.
5. Entre amics.

Aquestes relacions tenen, a més, una característica principal: el superior té l'obligació de protecció i l'inferior, de lleialtat i respecte. En darrer terme, totes les persones estan subjectes a la voluntat del Cel (tiamchi; t'ien-chih), que és la realitat primera, la font màxima de moralitat i d'ordre (logos grec?). No és el tema d'especulació, però en certa manera està relacionat mitjançant el ritual. En alguns textos és sinònim de Shang-tu, el senyor suprem. L'emperador governava per mandat del Cel.
Segons Confuci, a més del ren i les relacions adequades, són necessaris els rituals i el sacrifici regular. El culte al Cel requeria l'Emperador, en tant que "fill del Cel", que realitzés un sacrifici animal a l'any en el temple del Cel de Pequín. També s'oferien sacrificis a la terra, al sol, a la lluna i als avantpassats imperials.
No obstant això, tot el que Confuci va voler portar a terme no era nou, sinó que corresponia, com ell mateix confessava, a allò ja dit per una llarga tradició de savis. Les seves idees estaven basades en una herència espiritual que l'escola dels ru o lletrats, i més concretament el mateix Confuci, havien compilat i sistematitzat de forma sublim.
També, s'atribueixen a Confuci els Cinc Clàssics, que van aparèixer amb posterioritat a la mort del mestre. Després d'aquesta, la seva obra i la seva vida es van convertir en objecte de culte i generar tot un paradigma al voltant dels seus ensenyaments, les quals, arriben als nostres dies.

### L'honestedat segons Confuci
Confuci distingia diversos nivells d'honestedat, un concepte fonamental en la seva ètica:
- En el seu nivell més superficial, l'honestedat està implícita en el seu concepte de Li: totes aquelles accions realitzades per una persona a fi de construir la societat ideal, i destinades a complir els seus desitjos, ja sigui a curt termini (mal) o a llarg termini (bé). Admetre que es busca la gratificació immediata, amb tot, pot contribuir a transformar un acte dolent en un bo, de la mateixa manera que amaga les intencions a llarg termini pot empitjorar una bona acció. Un principi fonamental en aquesta teoria és la que una bona persona ha de mostrar els seus sentiments sincerament en el seu rostre, de manera que faciliti la coordinació de tots en la consecució de millores a llarg termini. Aquesta sinceritat, que abasta fins i tot a la mateixa expressió facial, ajuda a aconseguir l'honestedat amb un mateix, ja que les activitats humanes resulten més predictibles, amigables i plaents. En aquesta primera versió, l'honestedat s'aconsegueix buscant únicament el mateix benefici.
- En un nivell més profund que el Li es troba el Yi, o la bondat. En aquest nivell no es persegueix ja el mateix interès, sinó el principi moral de la justícia, basat en la reciprocitat. També aquí és important l'aspecte temporal de les accions, però en aquest cas com lapse de temps. Així, per exemple, atès que els pares dediquen els tres primers anys de vida dels seus fills només a cuidar, els fills han de guardar dol els tres primers anys després de la mort dels pares. En aquest nivell un és honest sobre les seves pròpies obligacions i deures, fins i tot quan no hi ha ningú que els jutgi o que es vegi immediatament afectat. Aquesta part del codi moral es relaciona amb el culte als avantpassats, que Confuci va fer normatiu.
- El nivell més profund d'honestedat és el Ren, des d'on sorgeixen el Yi i, per tant, també el Li. La moral de Confuci es basa en l'empatia i la comprensió dels altres, la qual cosa requereix una autocomprensió prèvia, de la qual neixen les normes morals, més que d'un codi ètic previ, atorgat per alguna divinitat. La versió confucianista de l'imperatiu categòric consistia a tractar els inferiors com t'agradaria que els teus superiors et tractessin a tu. La virtut es basa en l'harmonia amb els altres, i en l'acceptació de què en algun moment de les nostres vides tots estem a mercè d'altres persones. L'honestedat consisteix per tant a posar-se en el lloc hipotètic de la pròpia vida futura, i la de les generacions passades i futures, i optar per no fer o dir res que pugui macular l'honor o la reputació de la família.

En part a causa d'una comprensió incompleta d'aquestes nocions més profundes d'honestedat a Occident, és comú en determinades cultures d'Àsia anomenar "bàrbars" a aquells que no les coneixen i les compleixen. Malgrat que a vegades certes cultures asiàtiques impliquen uns nivells d'ambigüitat i paciència gairebé intolerables per a un occidental, això es deu a un intent de salvaguardar l'honestedat per sobre de tot: des del seu punt de vista, donar una resposta positiva o negativa a una pregunta sobre la qual no es disposa de prou informació seria tan deshonest com mentir. Així doncs, forçar a l'interlocutor a comprometre's amb una resposta sobre la qual honestament té dubtes, és un comportament considerat poc cortès en la tradició asiàtica.

## Deixebles i llegat
Els ensenyaments de Confuci varen ser convertits en un conjunt elaborat de regles i pràctiques pels seus nombrosos deixebles i seguidors, que organitzaven els seus ensenyaments als Analectes. Els deixebles de Confuci i el seu únic net, Zisi, varen continuar la seva escola filosòfica després de la seva mort. Aquests esforços varen estendre els ideals de Confuci als estudiants que llavors es convertien en oficials a molts dels jutjats reials a la Xina, donant així al Confucianisme la primera prova de l'abast del seu dogma.
Dos dels seguidors més famosos de Confuci emfatitzaven aspectes radicalment diferents dels seus ensenyaments. Als segles després de la seva mort, Menci (法家) i Xunzi (法家) varen compondre importants ensenyaments que explicaven detalladament i de maneres diferents les idees fonamentals associades amb Confuci. Menci (segle iv Ac) articulava la bondat innata en els éssers humans com a font de les intuïcions ètiques que guien la gent cap a rén, yì, i lǐ, mentre que Xunzi (segle iii Ac) subratllava els aspectes realistes i materialistes de pensament Confucians, accentuant que la moralitat s'inculcava a la societat a través de la tradició i als individus a través de l'entrenament. Amb el temps, les seves escriptures, junts amb els Analectes i altres textos bàsics vindrien a constituir el corpus filosòfic del Confucianisme.
Aquest realineament en el pensament Confucià era paral·lela al desenvolupament del Legalisme, que veia pietat filial com egoisme i no com una eina útil perquè un governant creï un estat eficaç. Un desacord entre aquestes dues filosofies polítiques va arribar a un punt el 223 Ac quan l'Estat de Qin va conquerir tota la Xina. Li Ssu, el primer ministre de la dinastia Qin convencia Qin Shi Huangdi d'abandonar la recomanació del Confucians de feus que atorguen semblants a la dinastia Zhou abans d'ells que veia com a oposició a la idea "Legalista" de centralitzar l'estat al voltant del governant. Quan els assessors de Confuci varen pressionar, Li Ssu va fer que molts estudiants Confucians foren morts i els seus llibres cremats amb un cop enorme a la filosofia i estudis xinesos.
Sota les reeixides dinasties Han i Tang, les idees confucianes guanyaven fins i tot una prominència més estesa. Amb l'Emperador Wu de Han, els treballs de Confuci esdevenien la filosofia imperial oficial i lectura obligada per als exàmens del servei civil el 140 Ac i va continuar gairebé intacte fins al final del segle xix. Si el Moïsme perdia suport en el període Han, els adversaris filosòfics principals eren: els Legalistes, amb una absorció parcial del pensament confucià; els ensenyaments de Laozi, el focus dels quals sobre idees més místiques provenien del conflicte directe amb el confucianisme; i la nova religió budista, que guanyava acceptació durant l'era de les Dinasties Meridionals i Septentrionals. Tant les idees confucianes com els funcionaris entrenats en el confucianisme es varen assentar a la dinastia Ming i fins i tot a la Yuan, encara que Kublai Khan desconfiava de lliurar el control provincial.
Durant la dinastia Song, L'erudit Zhu Xi (1130-1200) va afegir idees del daoisme i el budisme al Confucianisme. En vida, Zhu Xi va ser ignorat, però poc després de la seva mort les seves idees es convertien en la nova visió ortodoxa del que els textos Confucians de fet significaven. Els historiadors moderns veuen Zhu Xi com el creador d'alguna cosa bastant diferent, i anomenen Neoconfucianisme el seu pensament. El neoconfucianisme va estendre's a la Xina, Corea, i el Vietnam fins al segle xix.

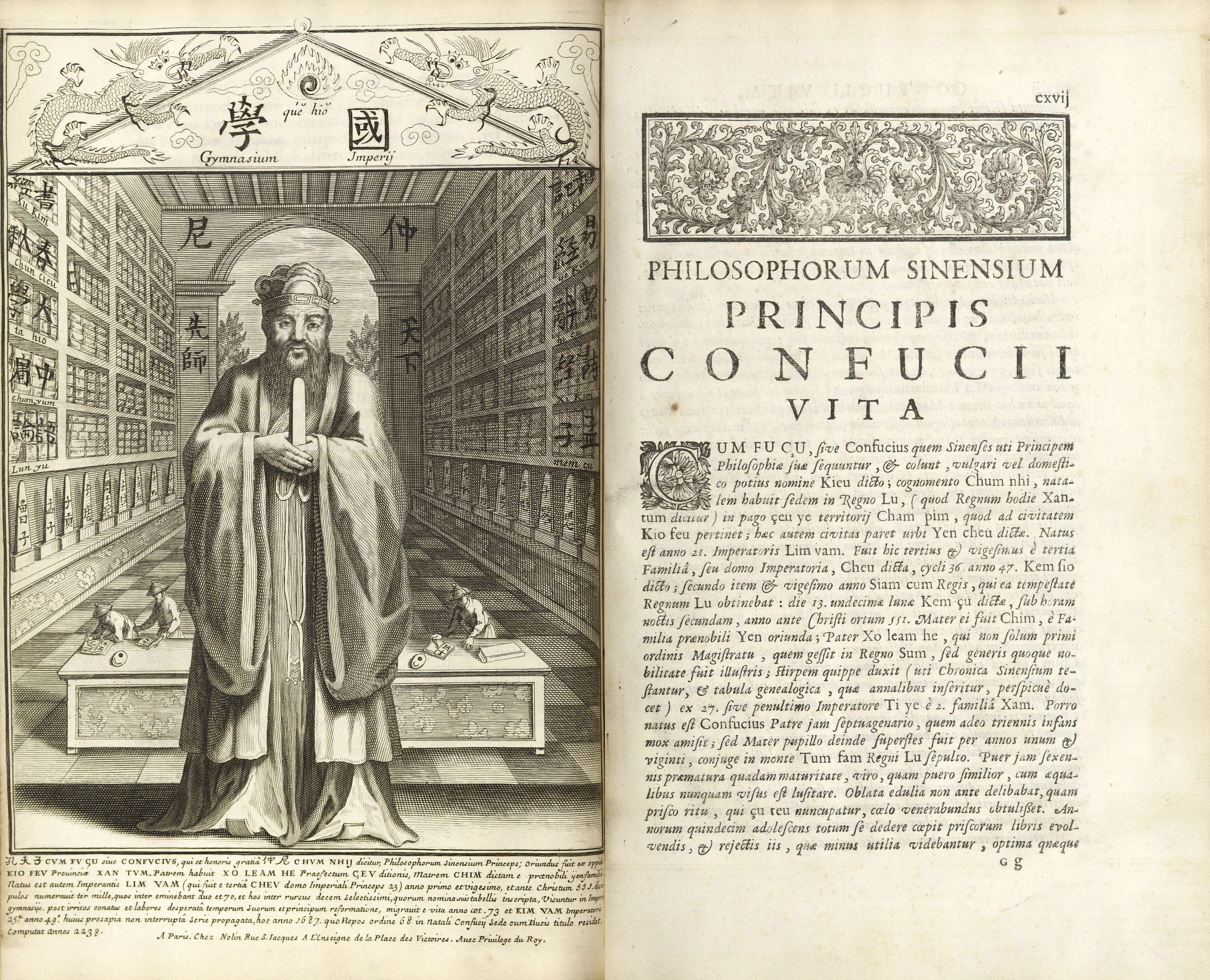
"Vida i treballs de Confuci", per Prospero Intorcetta, 1687

Els treballs de Confuci varen ser traduïdes a llengües europees a través de l'agència d'estudiosos dels Jesuïtes de la Xina. Matteo Ricci començava a informar sobre els pensaments de Confuci, i el jesuïta Prospero Intorcetta publicava la vida i treballs de Confuci en llatí el 1687. Es pensa que aquests treballs tenien una importància considerable en pensadors europeus del període, especialment entre el deistes i altres grups filosòfics de la Il·lustració que estaven interessats per la integració del sistema de moralitat de Confuci a la civilització occidental.
A l'era moderna corrents com el Neoconfucianisme encara existeixen, però durant la Revolució Cultural, el confucianisme va ser atacat sovint per figures destacades del Partit Comunista Xinès. Això va ser parcialment una continuació de les condemnes del confucianisme per intel·lectuals i activistes a principis del segle xx com una causa de l'etnocèntrica mentalitat tancada i la negativa a la modernització de la dinastia Qing que conduïa a les tragèdies ocorregudes a la Xina al segle xix.
Els treballs de Confuci són estudiats per erudits a molts altres països asiàtics, especialment els de la sinoesfera, com Corea, el Japó i el Vietnam. Molts d'aquests països encara realitzen la cerimònia commemorativa tradicional cada any.
La comunitat musulmana Ahmadiyya creu que Confuci era un profeta de Déu, tal com Laozi i altres personatges xinesos eminents.
L'asteroide 7853, porta el nom de "Confuci" en honor del pensador xinès.

## Retrats
No s'ha conservat cap pintura contemporània o escultura de Confucius i només es compta amb la descripció visual feta durant la dinastia Han. Les escultures sovint presenten la seva llegendària trobada amb Laozi. Posteriorment hi ha hagut molts retrats de Confuci com un filòsof ideal.
Antigament, era normal tenir un retrat a un temple de Confuci; tanmateix, durant el regnat de l'emperador Hongwu (Taizu) de la dinastia Ming es va decidir que l'únic retrat apropiat de Confuci hauria de ser al temple a la seva ciutat natal, Qufu. En uns altres temples, Confuci és representat per una placa commemorativa. El 2006, la China Confucius Foundation encarregava un retrat estàndard de Confuci basat en el retrat de la dinastia Tang de Wu Daozi.

## Mort i llegat

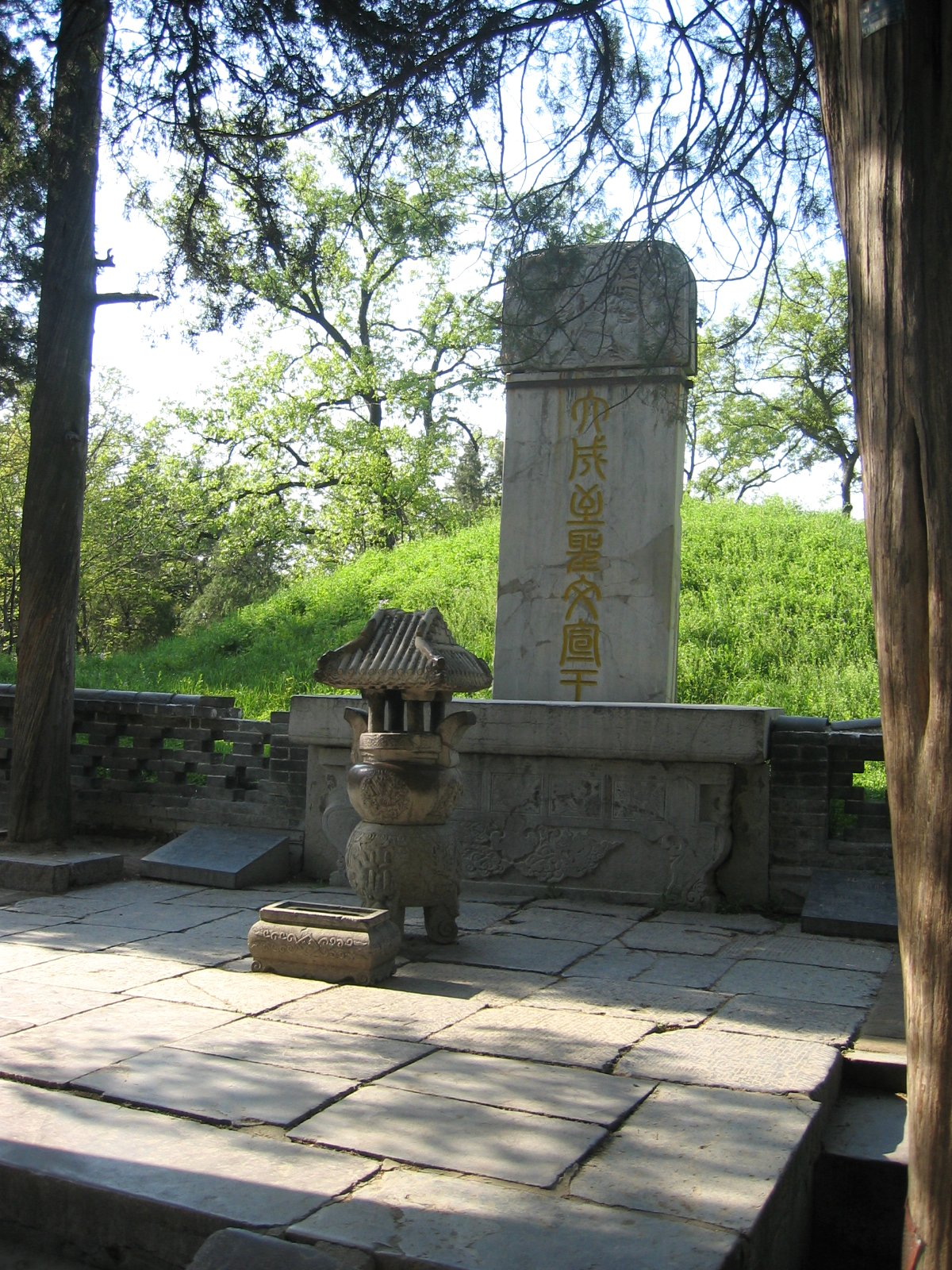
Tomba de Confucius al cementiri de Kong Lin, Qufu, Shandong

Afectat per la pèrdua tant del seu fill com dels seus deixebles favorits, va morir a l'edat de 71 o 72 anys. Confuci estava enterrat al cementiri de Kong Lin que és a la part històrica de Qufu. La tomba original aixecada en memòria de Confuci a la riba del Riu Sishui tenia la forma d'una destral. A més a més, té una plataforma de maons aixecada al davant per a fer ofrenes com encens de sàndal o fruita.

### Memorials de Confuci
Poc després de la mort de Confuci, Qufu, la seva ciutat natal es convertia en un lloc de dedicació i record. És encara una destinació essencial per al turisme cultural, i molta gent visita la seva tomba i els temples circumdants. A les cultures pan-Xineses, hi ha molts temples on les representacions del Buda, el Laozi i Confuci es troben junts. Hi ha també molts temples dedicats a ell, la qual cosa s'ha fet servir per a cerimònies confucianistes.
Els xinesos tenen la tradició de celebrar anualment espectaculars cerimònies commemoratives de Confuci (法家) en la data del seu naixement, amb cerimònies suposadament derivades de Zhou Li (法家) segons va registrar Confuci. Aquesta tradició es va interrompre durant unes quantes dècades a l'interior de la Xina, on la posició oficial del Partit Comunista i l'Estat era que Confuci i el confucianisme representava creences feudalistes reaccionàries que sostenien que la submissió del poble a l'aristocràcia era una part de l'ordre natural. Per això totes aquestes cerimònies i ritus varen ser prohibits. Només després dels anys 1990, es varen reprendre les cerimònies. Com ara es considera una veneració de la història i la tradició xinesa, fins i tot els membres del Partit Comunista atenen a aquests serveis.
A Taiwan, on el Partit Nacionalista (Guomindang) va promoure fortament les creences de Confuci en ètica i comportament, la tradició de la cerimònia commemorativa de Confuci (祭孔) està suportada pel govern i ha continuat sense interrupció. Tot i no ser una festa nacionals, apareix a tots els calendaris impresos, tal com el Dia del Pare ho fa a l'Oest.

### Descendents
Els descendents de Confuci varen ser repetidament identificats i honrats per successius governs imperials amb títols de noblesa i càrrecs oficials. Varen ser honorats amb el títol de marquès trenta-cinc vegades des de Gaozu de la dinastia Han, i promoguts a ducs quaranta-dues vegades des de la dinastia Tang fins a la dinastia Qing. L'emperador Xuanzong de Tang va atorgar primer el títol de "Duc Wenxuan" a Kong Suizhi de la 35a generació. El 1055, l'emperador Renzong de Song fou el primer a atorgar el títol de "duc Yansheng" a Kong Zongyuan de la 46a generació.
Malgrat els nombrosos canvis dinàstics a la Xina, el títol de duc Yansheng va estar atorgat a les successives generacions de descendents fins que fou abolit pel Govern Nacionalista el 1935. L'últim en posseir el títol, Kung Te-cheng de la 77a generació, va ser nomenat oficial del sacrifici de Confuci. A Kung Te-cheng se li va oferir el càrrec titella d'Emperador de la Xina el 1937 per part dels japonesos, però Kung va declinar l'oferta. Te-cheng va morir l'octubre de 2008, i el seu fill, Kung Wei-yi, el 78è descendent, havia mort el 1989. El net de Kung Te-cheng, Kung Tsui-chang, el 79è descendent, va néixer el 1975; el seu besnet, Kung Yu-jen, el 80è descendent, va néixer a Taipei l'1 de gener de 2006. La germana de Te-cheng, Kong Demao, viu a la Xina continental i ha escrit un llibre sobre les seves experiències creixent a la propietat familiar a Qufu. Una altra germana, Kong Deqi, va morir molt jove.
La família de Confuci, els Kongs, té la genealogia existent enregistrat més llarg del món actual. L'arbre genealògic actualment està a la seva 83a generació, i ha estat enregistrada des de la mort de Confuci. Segons el Comitè de Compilació Genealògica de Confuci, té 2 milions de descendents coneguts i registrats, i n'hi ha un aproximat de 3 milions en total. D'aquests, unes quantes desenes de milers viuen fora de la Xina. El segle xiv, un descendent Kong se'n va anar a Corea, on viuen avui uns 34.000 descendents de Confuci aproximadament. Un dels llinatges principals va fugir de la casa ancestral Kong a Qufu durant la Guerra civil xinesa als anys 1940, i finalment s'instal·laren a Taiwan.
A causa de l'enorme interès en l'arbre genealògic de Confuci, hi havia un projecte a la Xina per comprovar l'ADN de membres familiars coneguts. Entre altres coses, això permetria als científics identificar un cromosoma Y comú en descendents masculins de Confuci. Si la descendència estava realment intacte des de Confuci, els mascles de la família tindrien tots el mateix cromosoma Y com el seu avantpassat masculí directe, amb mutacions molt lleugeres a causa del pas del temps. Tanmateix, el 2009, les autoritats familiars decidien no acceptar aquesta prova d'ADN. Bryan Sykes, professor de genètica a la Universitat d'Oxford, entén aquesta decisió: "L'arbre genealògic de Confuci té una importància cultural enorme", deia. "No és només una qüestió científica." El test ADN es va proposar originalment per afegir membres nous, molts de la família de la qual s'havien perdut els llibres de registre durant les revoltes del segle xx.
La cinquena i més recent edició de la genealogia de Confuci va ser imprès pel Comitè de Compilació de la Genealogia de Confuci (CGCC). Es va presentar en una cerimònia a Qufu el 24 de setembre de 2009. Les dones són ara incloses per primera vegada.